# Pipavav

Containerterminal Pipavav

Pipavav ist ein Ort an der Küste von Gujarat in Indien. Er liegt im Distrikt Amreli.

## Hafen
Der Tiefwasserhafen ist eine Sonderwirtschaftszone und wurde 1996 auf Basis eines Public Private Partnership mit der Regierung von Gujarat und SKIL Infrastructure Ltd. errichtet.
Der Hafenkomplex umfasst Containerterminals, Autoverladeterminal, Treibstoffterminal, mehrere Verladekais, Massengutladeplatz, Reparaturkais, Trockendock und Semitrockendock.
Die Abwrackwerft wurde zwischen 2005 und 2009 in die Werft Reliance Shipyard für Neubauten und Reparaturen umgewandelt.

## Abwrackwerft
In Pipavav wurde mit Hilfe des japanischen Overseas Economic Corp. Fonds eine moderne Anlage zum Abwracken von Schiffen gebaut. Diese Abwrackwerft ist nach moderneren Gesichtspunkten als die primitiven Anlagen im benachbarten Alang gestaltet worden.
Sie wies zwei Hafenbecken von 680 m Länge und 60 m bzw. 65 m Breite auf, die die Technik in Alang nachahmten. Die vordere Hälfte war tief genug, um Schiffen die Einfahrt zu ermöglichen. Der Tide und Wellen ausgesetzt, war in diesem Bereich die Entfernung von etwa 70 % des Schiffskörpers vorgesehen. Durch den geringeren Tiefgang war bei Springhochwasser der Weitertransport des Rumpfes in die seichte hintere Hälfte möglich. Dieser Bereich lief bei Springniedrigwasser weitgehend leer und konnte vom Meer abgetrennt werden. Hier war der Rückbau der restlichen 30 % des Schiffskörpers vorgesehen, die auch die meisten problematischen Stoffe enthielten. Diese Art Trockendock wurde als Semi Dry-Dock bezeichnet. Die Werft war für die umweltverträgliche Entsorgung von 12 Einhüllen-Öltankern der Größe >200.000 DWT VLCC (Very Large Crude Carrier) pro Jahr ausgelegt und war auch für einige >320.000 DWT ULCC (Ultra Large Crude Carrier) geeignet. Durch die Teilung der zwei Becken in je zwei Bereiche war genügend Platz, um vier VLCC-Tanker gleichzeitig abzuwracken. Neben den Becken waren die Gebäude zum Recycling bzw. zum Auffangen der giftigen Farben, Asbeststaub, PCB-Stäube so wie Flüssigkeisabscheider und -aufbereiter angesiedelt.
Die Abwrackwerft wurde von der Sumitomo Corporation aus Japan gebaut und 2003 die volle Kapazität fertiggestellt. Der Betreiber war Pipavav Ship Dismantling Engineering Limited. Diese war eine hundertprozentige Tochter von SKIL Infrastructure Limited.
Als die Anlage 2002 von Greenpeace-Mitgliedern besucht wurde, war sie seit der Teileröffnung vollständig ungenutzt.
In der Recyclinganlage wurde bis 2007 kein Schiff recycelt.

## Schiffsbauwerft
Nachdem die Abwrackwerft nicht am Markt teilnehmen konnte, wurde die Firma und das 841 Morgen große Gebiet im April 2005 vom indischen Fonds IL&FS übernommen.
Es sollte der privat betriebene Pipavav Shipyard entstehen.
Eines der Becken wurde zu einem Trockendock konventioneller Art mit 662 m Länge und 65 m Breite und einem Tor zum Ozean umgebaut.
Dieses Becken kann geteilt werden, damit die vorderen 295 m für Reparaturen zur Verfügung stehen.
Während des Baus eines Öltankers wurde der Reparaturbereich auf ca. 80 m Länge verkürzt.
Bei Fertigstellung war es das zweitgrößte Trockendock der Welt.
Zwei Goliath-Kräne mit einer Breite von 148 m und einer Hakenhöhe von 75 m konnten Schiffssektionen bis 1.200 Tonnen Gesamtgewicht über zirka 800 m Weg transportieren.
Sie wurden von Jiangsu Huacheng Heavy Industry in China weitgehend vorproduziert.
Errichtet wurden sie von Clavon Engineering aus Singapur.
An der Fertigstellung vor Ort war auch Pipavav Shipyard beteiligt.
Die Schiffssektionen wurden in einer Sonderwirtschaftszone fünf Kilometer westlich vom Dock mit modernsten Maschinen produziert inklusive Lackierung. Die Sektionen wurden auf Werfttransportern mit Unterflurkabine zum Dock gebracht.
In einem Streifen von 980 m auf 40 m neben dem Trockendock wurden die angelieferten kleineren Sektionen zu größeren zusammengesetzt, bevor sie in das Trockendock herab gelassen wurden.
Auf der Seeseite ragt ein ca. 300 m langer Kai aus Beton ins Meer, an dem neue Schiffe komplettiert bzw. alte repariert werden können. Die Goliath-Kräne nutzen einen Teil des Kais, um Lasten vor dem Docktor aufnehmen zu können.
Die in Pipavav Shipyard umbenannte Werft wurde zu Beginn von der Pipavav Shipyard Limited, später umbenannt in Pipavav Defence and Offshore Engineering Company Ltd., und wird seit 2016 von Reliance Naval and Engineering Limited betrieben. In Indien war die Werft die größte Schiffsbau- und Schiffskonstruktionswerft des Landes.
Das Angebot der Werft war bei der Eröffnung 2009 auf Reparatur und Umbau, wie auch den Neubau von Handelsschiffen, Öltankern, Bohrinseln und Förderplattformen beschränkt.
Seit 2010 dürfen Militärschiffe gebaut werden, wie Küstenboote, Zerstörer, Korvetten, Fregatten, Versorgungsschiffe, Flugzeugträger und U-Boote.
2010 wurde beschlossen, das zweite Hafenbecken der ehemaligen Abwrackwerft in ein 680 m langes und 60 m breites Trockendock zu verwandeln. Dieser Plan wurde aber bislang nicht umgesetzt.
Im Jahr 2016 geriet die Werft in Zahlungsschwierigkeiten, worauf die Reliance Group in das Unternehmen einstieg. Bereits 2019 konnte die Werft abermals die finanziellen Verpflichtungen nicht bedienen. Der indische Staat zog daraufhin den Großauftrag für Küstenpatrouillenboote zurück. In der Insolvenz sollten 2020 erste Unternehmensteile verkauft werden, was aber durch die Covid-19-Pandemie verhindert wurde.
Am 17. Mai 2021 traf das Zentrum des Klasse-4-Zyklon Tauktae etwa 33 km westlich der Werft bei Saiyad Rajpara auf Land.
Der extreme Zyklon beschädigte die Produktionshallen und riss drei Portalkräne wie auch zwei Brückenkräne zu Boden. Unter anderem wurde einer der beiden Goliath-Kräne zerstört.
Die Schadenssumme wurde kurz nach dem Ereignis von Reliance Naval and Engineering mit umgerechnet 2,6 Milliarden Euro angegeben.
Im Jahr 2024 waren die Schäden an den Produktionsgebäuden immer noch sichtbar.